# BloodRayne
BloodRayne es un videojuego de acción-aventura y terror en tercera persona. Fue desarrollado por Terminal Reality y fue fuertemente influenciado por su juego anterior Nocturne.
Además de una secuela, BloodRayne 2, Bloodrayne inspiró a dos películas y una serie de cómics del mismo contenido.

## Sinopsis
La historia comienza en 1932, en un pueblo donde la gente parece creer en la existencia de los vampiros. Las puertas y las ventanas de las casas tienen colgando un crucifijo. De la oscuridad de la noche un hombre y una mujer salen corriendo de entre las calles del lugar, pero ella se cae. El hombre se detiene a ayudarla lo más rápido posible, pero es atrapado por una cadena y arrastrado a un callejón.
Su cabeza cortada es lanzada de allí, rodando hasta los pies de la mujer y Rayne, una vampiresa pelirroja, serenamente camina hacia ella. La mujer aparenta romper en llanto, y con sus manos oculta su rostro solo para ocultar que en realidad ella es una vampira. Rayne desenfunda sus cuchillas y atraviesa su cuerpo, la vampira grita, pero ella lo decapita. Un ejército de vampiros acude a responder el llamado de sus hermanos muertos.
En la azotea de los edificios, dos misteriosos hombres veían el desarrollo de los acontecimientos todo el tiempo, y comentan el por qué están allí. Uno de ellos propone contratar a Rayne, quien al igual que ellos busca a su padre, pero el otro lo detiene, no quiere una Dhampir en la Sociedad, independientemente del hecho de que ella es sólo la mitad vampiro. Pero se ponen en un acuerdo...
Rayne lanza una granada al ejército de vampiros y logra huir justo a tiempo para salir con vida. Sobre ese mismo edificio donde estaban los dos hombres, cuelga de una vieja cruz, un collar con el símbolo de la Brimstone Society, una invitación...

## Créditos
- Desarrollo: Terminal Reality
- Distribución: Majesco
- Productor: Sherry Wallace
- Banda sonora original: Kyle Richards y Tommy Tallarico
- Director de sonido: Kyle Richards
- Efectos de sonido: Kyle Richards
- Diseño de cinemáticas: Willi Hammes
- Director técnico: Todd Perry
- Publicista: Laura Heeb

### Voces (inglés)
- Rayne — Laura Bailey
- Mynce — Mary Beth Brooks
- Hedrox — Dameon Clarke

## Recepción
BloodRayne tuvo puntuaciones promedio, sin embargo las evaluaciones y críticas de la versión para PC tienden a ser más negativas, ya que presenta un mayor número de problemas técnicos no vistos en otras versiones.